# مدار ۷۵ درجه شمالی
مدار ۷۵ درجه شمالی، دایره‌ای از عرض جغرافیایی است که در ۷۵ درجهٔ شمالی خط استوا  قرار دارد.

## گذر از مناطق
از نصف‌النهار مبدأ شروع می‌شود و به سمت مشرق ۷۵ درجه شمالی از موارد زیر گذر می‌کند:
| مختصات‌ها                                             | کشور، قلمرو یا دریا     | توضیحات                                                      |
| ---------------------------------------------------- | ----------------------- | ------------------------------------------------------------ |
| ۷۵°۰′ شمالی ۰°۰′ شرقی / ۷۵٫۰۰۰°شمالی ۰٫۰۰۰°شرقی      | اقیانوس اطلس            | دریای گرینلند دریای نروژ                                     |
| ۷۵°۰′ شمالی ۱۸°۲۷′ شرقی / ۷۵٫۰۰۰°شمالی ۱۸٫۴۵۰°شرقی   | دریای بارنتز            |                                                              |
| ۷۵°۰′ شمالی ۵۵°۵۶′ شرقی / ۷۵٫۰۰۰°شمالی ۵۵٫۹۳۳°شرقی   | روسیه                   | نوایا زملیا - Severny Island                                 |
| ۷۵°۰′ شمالی ۶۰°۲۶′ شرقی / ۷۵٫۰۰۰°شمالی ۶۰٫۴۳۳°شرقی   | دریای کارا              | گذرکردن از جنوب Arkticheskiy Institut Islands, روسیه         |
| ۷۵°۰′ شمالی ۸۷°۱۹′ شرقی / ۷۵٫۰۰۰°شمالی ۸۷٫۳۱۷°شرقی   | روسیه                   | شبه‌جزیره تایمیر, passing through Lake Taymyr                 |
| ۷۵°۰′ شمالی ۱۱۲°۵۳′ شرقی / ۷۵٫۰۰۰°شمالی ۱۱۲٫۸۸۳°شرقی | دریای لاپتف             |                                                              |
| ۷۵°۰′ شمالی ۱۳۷°۴۳′ شرقی / ۷۵٫۰۰۰°شمالی ۱۳۷٫۷۱۷°شرقی | روسیه                   | جزایر سیبری نو - Kotelny Island و Bunge Land                 |
| ۷۵°۰′ شمالی ۱۴۳°۳۶′ شرقی / ۷۵٫۰۰۰°شمالی ۱۴۳٫۶۰۰°شرقی | دریای سیبری شرقی        | گذرکردن از جنوب Faddeyevsky Island, روسیه                    |
| ۷۵°۰′ شمالی ۱۴۷°۱۱′ شرقی / ۷۵٫۰۰۰°شمالی ۱۴۷٫۱۸۳°شرقی | روسیه                   | جزایر سیبری نو - نیو سیبریا                                  |
| ۷۵°۰′ شمالی ۱۵۰°۴۲′ شرقی / ۷۵٫۰۰۰°شمالی ۱۵۰٫۷۰۰°شرقی | دریای سیبری شرقی        |                                                              |
| ۷۵°۰′ شمالی ۱۶۵°۳۳′ شرقی / ۷۵٫۰۰۰°شمالی ۱۶۵٫۵۵۰°شرقی | اقیانوس منجمد شمالی     |                                                              |
| ۷۵°۰′ شمالی ۱۳۱°۵۴′ غربی / ۷۵٫۰۰۰°شمالی ۱۳۱٫۹۰۰°غربی | دریای بوفورت            |                                                              |
| ۷۵°۰′ شمالی ۱۲۴°۷′ غربی / ۷۵٫۰۰۰°شمالی ۱۲۴٫۱۱۷°غربی  | M'Clure Strait          |                                                              |
| ۷۵°۰′ شمالی ۱۱۵°۵۳′ غربی / ۷۵٫۰۰۰°شمالی ۱۱۵٫۸۸۳°غربی | کانادا                  | نورت‌وست تریتوریز - Melville Island                           |
| ۷۵°۰′ شمالی ۱۱۴°۴۷′ غربی / ۷۵٫۰۰۰°شمالی ۱۱۴٫۷۸۳°غربی | Liddon Gulf             |                                                              |
| ۷۵°۰′ شمالی ۱۱۲°۲۹′ غربی / ۷۵٫۰۰۰°شمالی ۱۱۲٫۴۸۳°غربی | کانادا                  | نورت‌وست تریتوریز - Melville Island نوناووت - Melville Island |
| ۷۵°۰′ شمالی ۱۰۶°۴۱′ غربی / ۷۵٫۰۰۰°شمالی ۱۰۶٫۶۸۳°غربی | Viscount Melville Sound | گذرکردن از جنوب Byam Martin Island, نوناووت, کانادا          |
| ۷۵°۰′ شمالی ۱۰۰°۱۱′ غربی / ۷۵٫۰۰۰°شمالی ۱۰۰٫۱۸۳°غربی | کانادا                  | نوناووت - Bathurst Island                                    |
| ۷۵°۰′ شمالی ۹۸°۳۶′ غربی / ۷۵٫۰۰۰°شمالی ۹۸٫۶۰۰°غربی   | McDougall Sound         |                                                              |
| ۷۵°۰′ شمالی ۹۶°۳۶′ غربی / ۷۵٫۰۰۰°شمالی ۹۶٫۶۰۰°غربی   | کانادا                  | نوناووت - Cornwallis Island                                  |
| ۷۵°۰′ شمالی ۹۳°۲۸′ غربی / ۷۵٫۰۰۰°شمالی ۹۳٫۴۶۷°غربی   | Wellington Channel      |                                                              |
| ۷۵°۰′ شمالی ۹۲°۱۱′ غربی / ۷۵٫۰۰۰°شمالی ۹۲٫۱۸۳°غربی   | کانادا                  | نوناووت - جزیره دوون و Philpots Island                       |
| ۷۵°۰′ شمالی ۷۹°۳۱′ غربی / ۷۵٫۰۰۰°شمالی ۷۹٫۵۱۷°غربی   | خلیج بافین              |                                                              |
| ۷۵°۰′ شمالی ۵۷°۳۶′ غربی / ۷۵٫۰۰۰°شمالی ۵۷٫۶۰۰°غربی   | گرینلند                 | سرزمین اصلی و Kuhn Island                                    |
| ۷۵°۰′ شمالی ۲۰°۱′ غربی / ۷۵٫۰۰۰°شمالی ۲۰٫۰۱۷°غربی    | اقیانوس اطلس            | Hochstetterbugten                                            |
| ۷۵°۰′ شمالی ۱۸°۵۲′ غربی / ۷۵٫۰۰۰°شمالی ۱۸٫۸۶۷°غربی   | گرینلند                 | Shannon Island                                               |
| ۷۵°۰′ شمالی ۱۷°۲۴′ غربی / ۷۵٫۰۰۰°شمالی ۱۷٫۴۰۰°غربی   | اقیانوس اطلس            | دریای گرینلند                                                |